# Ernst Gottlieb af Anhalt-Plötzkau
Fyrst Ernst Gottlieb af Anhalt-Plötzkau (tysk: Ernst Gottlieb, Fürst von Anhalt-Plötzkau; født 4. september 1620, død 7. marts 1654) var fyrste af det tyske fyrstendømme Anhalt-Plötzkau fra 1653 til sin død i 1654.

## Biografi
Ernst Gottlieb blev født den 4. september 1620 i Plötzkau i Anhalt som den ældste søn af Fyrst August 1. af Anhalt-Plötzkau i hans ægteskab med Grevinde Sibylle af Solms-Laubach.
Ved faderens død i 1653 arvede Ernst Gottlieb fyrstendømmet Anhalt-Plötzkau i fællesskab med sine to yngre brødre Lebrecht og Emanuel. Ernst Gottlieb døde imidlertid allerede 7 måneder senere, den 7. marts 1654 i Plötzkau. Da han var ugift og ikke havde arvinger blev han efterfulgt af sine to brødre og med-regenter.
Ved Fyrst Vilhelm Ludvig af Anhalt-Köthens død i 1665, overtog Lebrecht og Emanuel dennes fyrstendømme og blev fyrster af Anhalt-Köthen, mens Anhalt-Plötzkau blev en del af Anhalt-Bernburg.

## Eksterne links
- Slægten Askaniens officielle hjemmeside Arkiveret 21. august 2018 hos  Wayback Machine (tysk)
- Schloss Plötzkaus officielle hjemmeside Arkiveret 17. februar 2020 hos  Wayback Machine (tysk)

| Ernst GottliebHuset AskanienFødt: 4. september 1620 Død: 7. marts 1654 |                                                               |                                 |
| Titler som regent                                                      |                                                               |                                 |
| Foregående: August 1.                                                  | Fyrste af Anhalt-Plötzkau 1653 – 1654 med Lebrecht og Emanuel | Efterfølgende: Lebrecht Emanuel |